# オクタデカン
オクタデカン (octadecane) は炭化水素の1種で、炭素が18連なった直鎖アルカン。分子式は C18H38。沸点は316.15 °C。融点は27.8 ± 0.7 °。臨界点は1290 (kPa)、472.65 °C。構造異性体の種類は60523。直鎖上アルカンでオクタデカン以上の炭素数のものは常温（25℃）常圧で固体となる。